# Kan'ei
Kan'ei (寛永?) fue una era japonesa situada después de la era Genna y antes de la era Shōhō y abarcó de 1624 a 1643. Los emperadores reinantes fueron Go-Mizunoo, Meishō y Go-Kōmyō.

## Cambio de era
Para marcar el inicio de un nuevo ciclo del zodíaco chino, en el trigésimo día del segundo mes de Genna 9 (1624), la era fue cambiada a Kan'ei.

## Origen del nombre
De 寛広、永長 (Amplia clemencia, líder eterno).

## Eventos de la era Kan'ei
Kan'ei 6 - Incidente de las ropas púrpuras.

| Kan'ei     | 1.º  | 2.º  | 3.º  | 4.º  | 5.º  | 6.º  | 7.º  | 8.º  | 9.º  | 10.º | 11.º | 12.º | 13.º | 14.º | 15.º | 16.º | 17.º | 18.º | 19.º | 20.º  |
| Gregoriano | 1624 | 1625 | 1626 | 1627 | 1628 | 1629 | 1630 | 1631 | 1632 | 1633 | 1634 | 1635 | 1636 | 1637 | 1638 | 1639 | 1640 | 1641 | 1642 | 1643] |

| Predecesor: Era Genna | Era japonesa 1624 - 1643 | Sucesor: Era Shōhō |

- Datos: Q1192913